# Profous

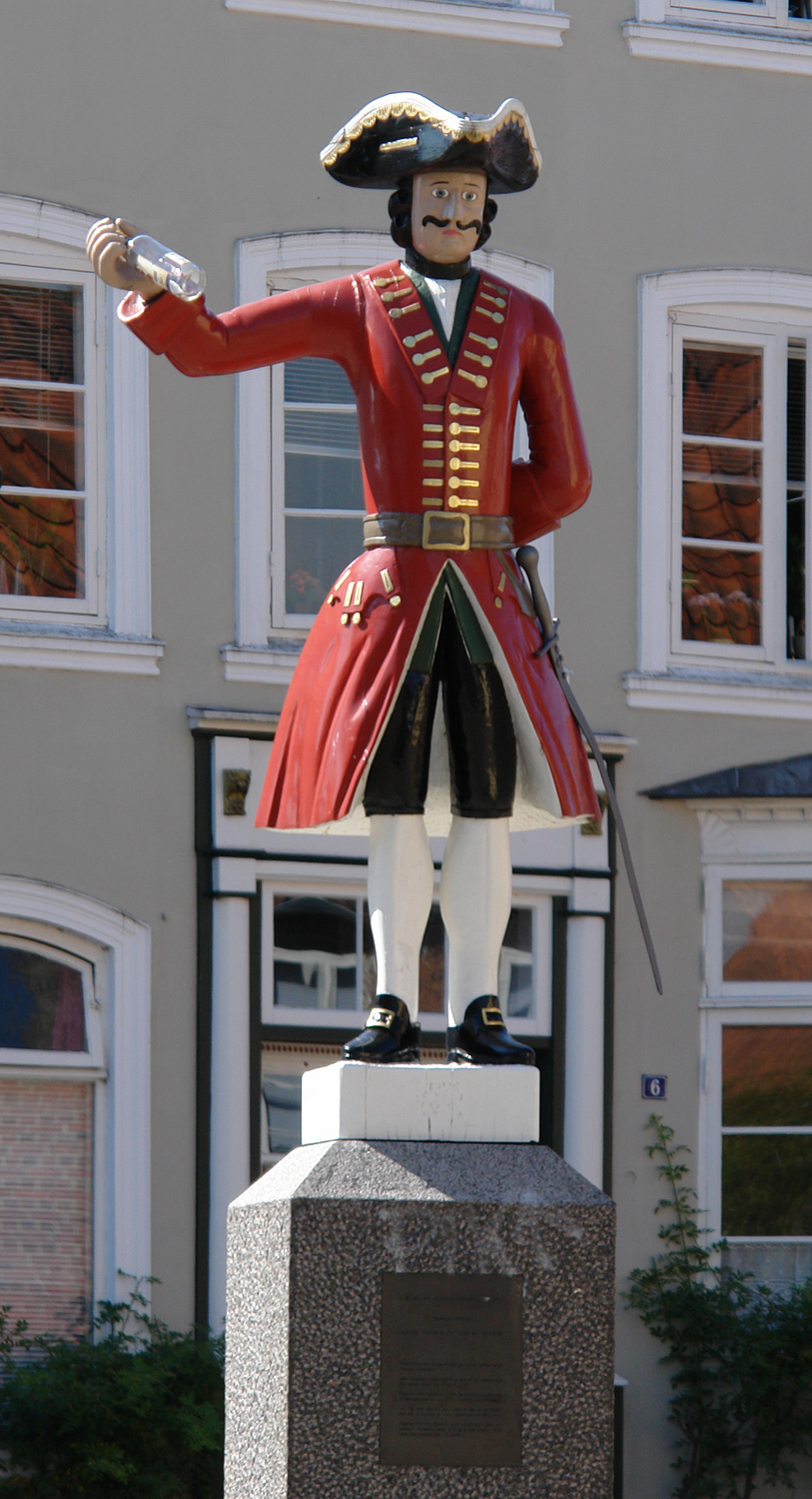
Socha v dánském městě Tønder, zobrazující profouse z přelomu 17. a 18. století

Profous v dřívější armádě býval správcem vězení a zajišťoval vykonání rozsudků a disciplinárních trestů, přičemž měl obvykle k dispozici ozbrojené osoby, např. vězeňské dozorce. Z dnešního pohledu se činnost profouse nejvíce blíží práci vojenských policistů, popř. funkci správce věznice.

## Náplň činnosti
V armádách různých států, a také v závislosti na velikosti a druhu vojenské jednotky, měl profous obecně různé povinnosti. Např. starat se o výkon trestu ve věznici, udržovat pořádek v jednotce a řešit přestupky proti vojenskému řádu, vykonávat dohled nad zbraněmi, apod. Někdy plnil funkci vyšetřovatele a žalobce pro účely vojenského soudu. Tzv. „generální profous“ či „sborový profous“ měl v době války dokonce právo na místě osobně či prostřednictvím svých mužů popravit vojáka, který prchal z boje.

## V populární kultuře
Funkci profouse pomáhá v povědomí českých čtenářů udržovat i slavný Haškův román Osudy dobrého vojáka Švejka za světové války, kde se spolu s mnoha jinými starými hodnostmi a funkcemi objevuje i tato (např. ve 2. kp. II. dílu „Na frontě“).
Encyklopedie pro milovníky Švejka definuje profouse takto: „Vojenský gážista, zaměstnaný jako dozorčí vojenské věznice. Vojenský gážista nebyl to voják v pravém smyslu. Byl zaměstnán u armády jako civilní zaměstnanci, kteří tvořili např. správu lesů vojenských újezdů, správci budov, skladů apod. ale i civilní administrativní pracovníci vojenské správy, soudní auditoři vojenských soudů apod.“

## Zajímavosti
- Slovo profous pochází z latinského výrazu praepositus („představený“), což se do češtiny překládá také jako „probošt“, ovšem to má zcela jiný význam.
- Profous míval poměrně malý plat. Je doloženo, že např. v roce 1622 měl profous sice větší plat než vojenský bubeník nebo trubač, ale měl poloviční plat než ubytovatel.[4]